# کیومرث پارسای
کیومرث پارسای متولد ۱۳۲۵ نویسنده و مترجم است. وی به زبان‌های انگلیسی، فرانسوی و اسپانیایی پرتغالی عربی آلمانی تسلط دارد.

## ترجمه‌ها
- "دون کیشوت" اثر سروانتس، نشر روزگار
- "شرق بهشت" اثر جان اشتاین بک، نشر روزگار
- "ابله" اثر داستایوفسکی، نشر سمیر
- "بینوایان" اثر ویکتور هوگو، نشر سمیر
- "آنا خوسیفاً اثر خوزه ساراماگو، نشر سمیر
- "شاهزاده و گداً اثر مارک تواین، نشر در دانش بهمن (ناژ)
- "ماجراهای تام سایر" اثر مارک تواین، نشر در دانش بهمن (ناژ)
- "زندگی بر روی می سی سی پی" اثر مارک تواین، نشر در دانش بهمن (ناژ)
- "پاییز پدرسالار" اثر گابریل گارسیا مارکز، نشر آریابان
- "صد سال تنهایی" اثر گابریل گارسیا مارکز، نشر آریابان
- "عشق سال‌های وباً اثر گابریل گارسیا مارکز، نشر آریابان
- "سایه باد" اثر کارلوس روئیث ثافون، نشر علم
- "تهوع" اثر ژان پل سارتر، نشر علم
- "هجوم دوباره مرگ" اثر ژوزه ساراماگو، نشر چلچله
- "یازده دقیقه" اثر پائولو کوئلیو، نشر نی نگار
- "انسان در جستجوی معناً اثر ویکتور ای فرانکل، نشر تمدن علمی
- "میل به معناً اثر ویکتور ای فرانکل، نشر تمدن علمی[۱][۲][۳][۴]